# Kathedrale von Piazza Armerina

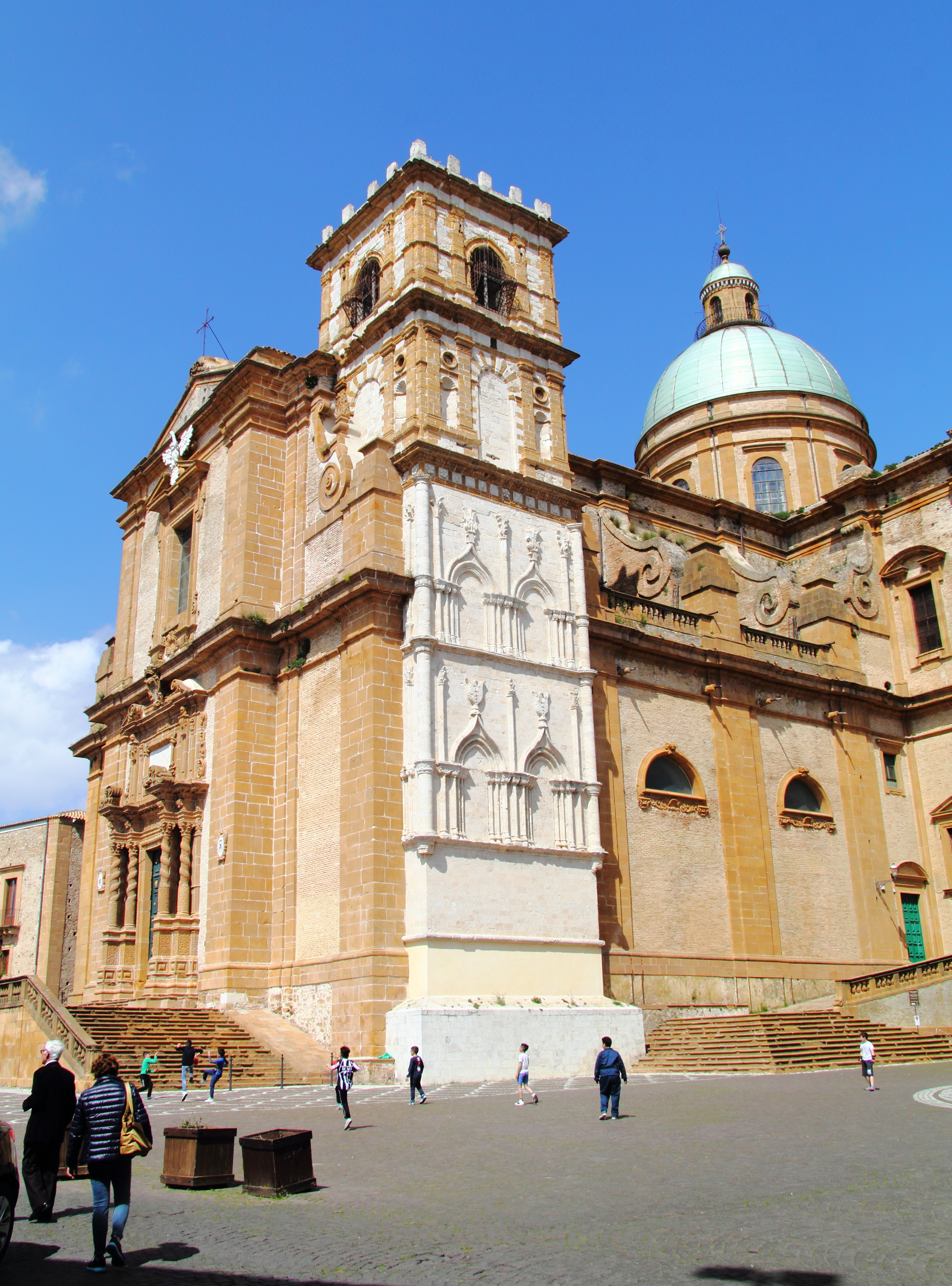
Piazza Armerina: Kathedrale Maria Santissima delle Vittorie

Die Cattedrale di Maria Santissima delle Vittorie in Piazza Armerina ist die Kathedrale des Bistums Piazza Armerina der Kirchenregion Sizilien. Bischof ist Rosario Gisana.
Der Bau, der Anfang des 17. Jahrhunderts errichtet wurde, dominiert mit seiner weithin sichtbaren Kuppel das Stadtbild. Von einem älteren Vorgängerbau ist der 40 Meter hohe Glockenturm im Stil der katalanischen Spätgotik aus dem 15. Jahrhundert erhalten. Das Portal aus dem 18. Jahrhundert zeigt Stilelemente des sizilianischen Barocks.
Das Innere der Kathedrale wird von der Vierungskuppel beherrscht. Es enthält ein beidseitig bemaltes Kreuz, das Christis Kreuzigung und Auferstehung zeigt, und ein Baptisterium von Antonello Gagini.
Zum Kirchenschatz gehört ein Silberaltar mit einer Ikone der Madonna delle Vittorie, die Roger I. im Kampf bei sich trug.

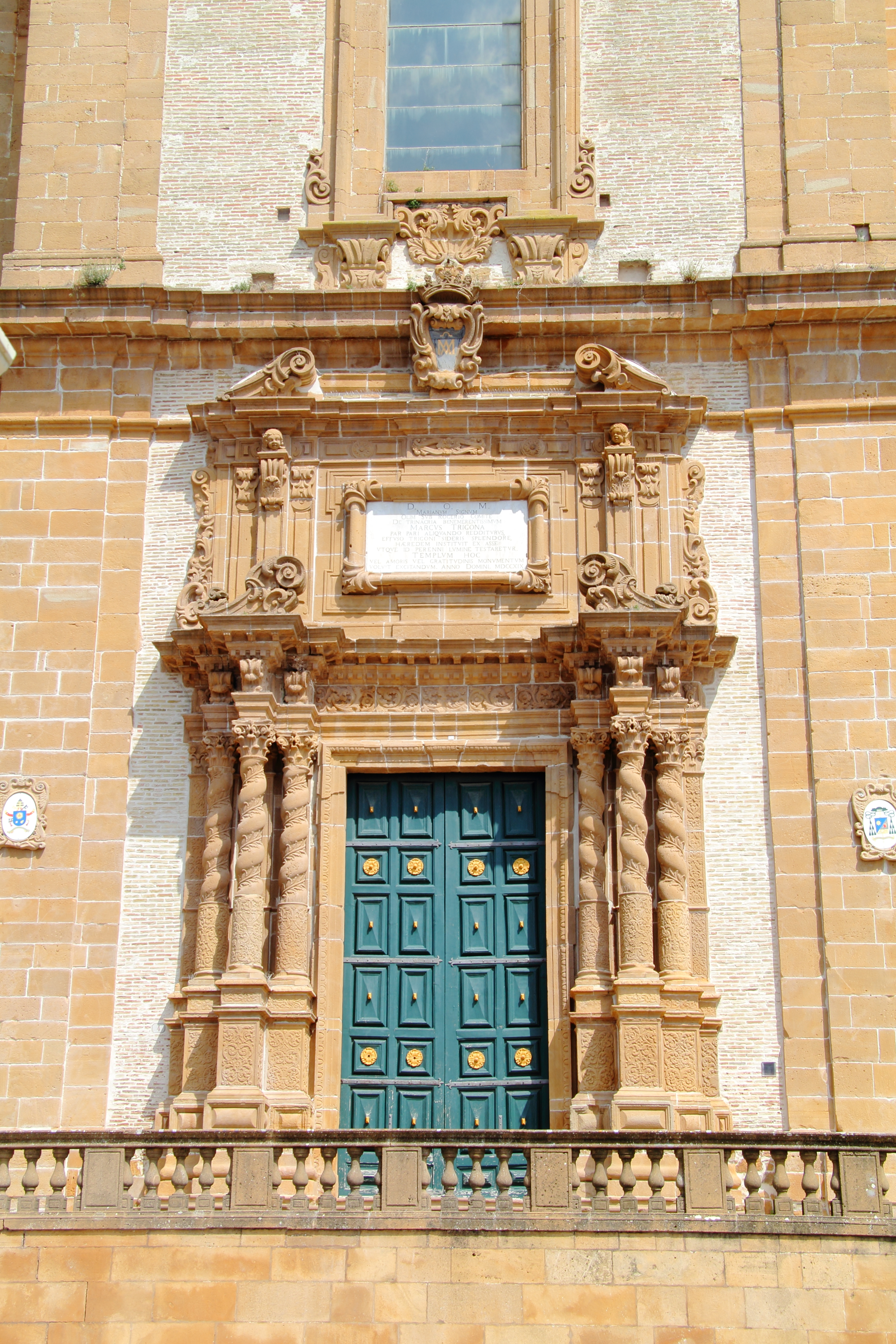
Portal der Kathedrale
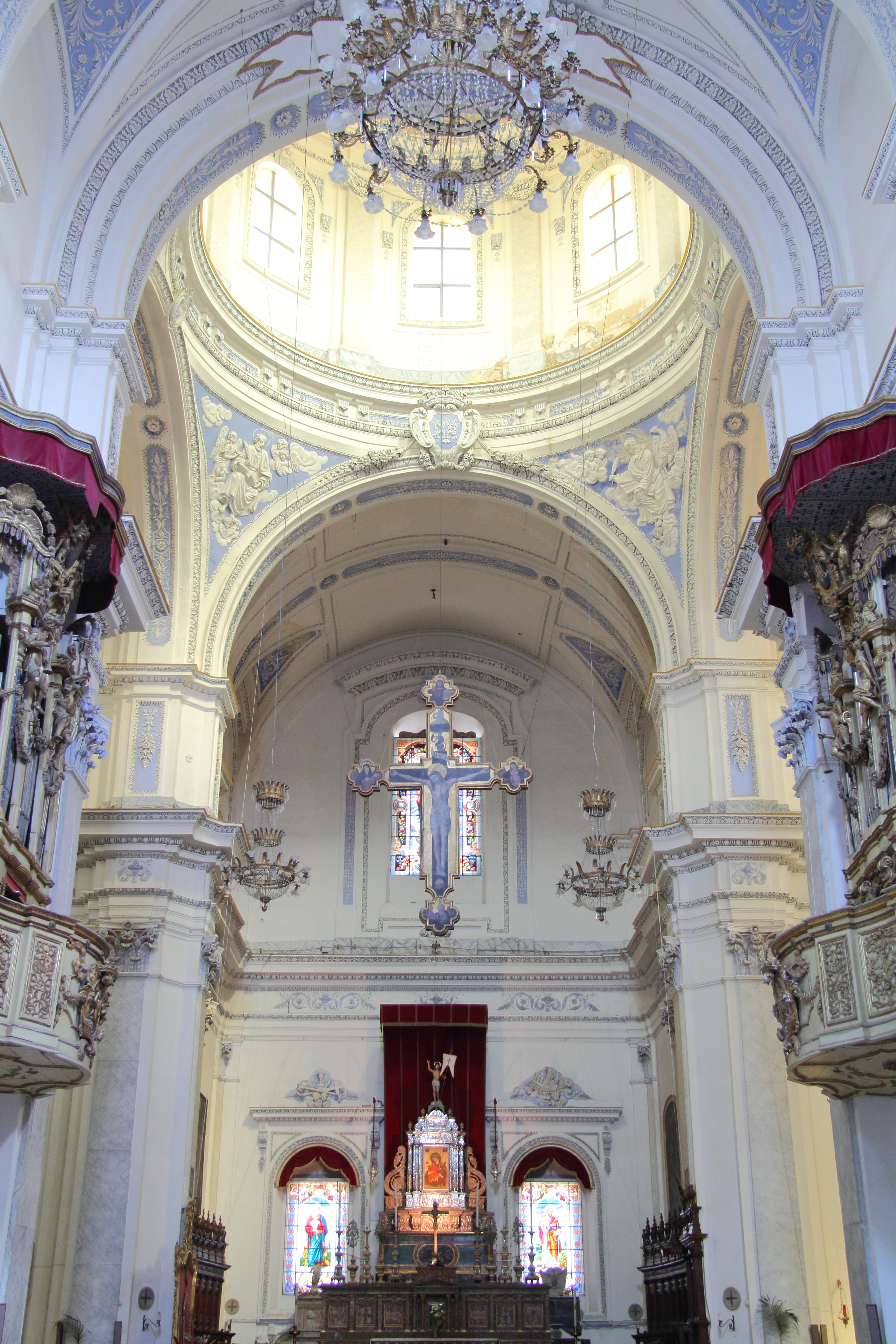
Das Innere der Kathedrale
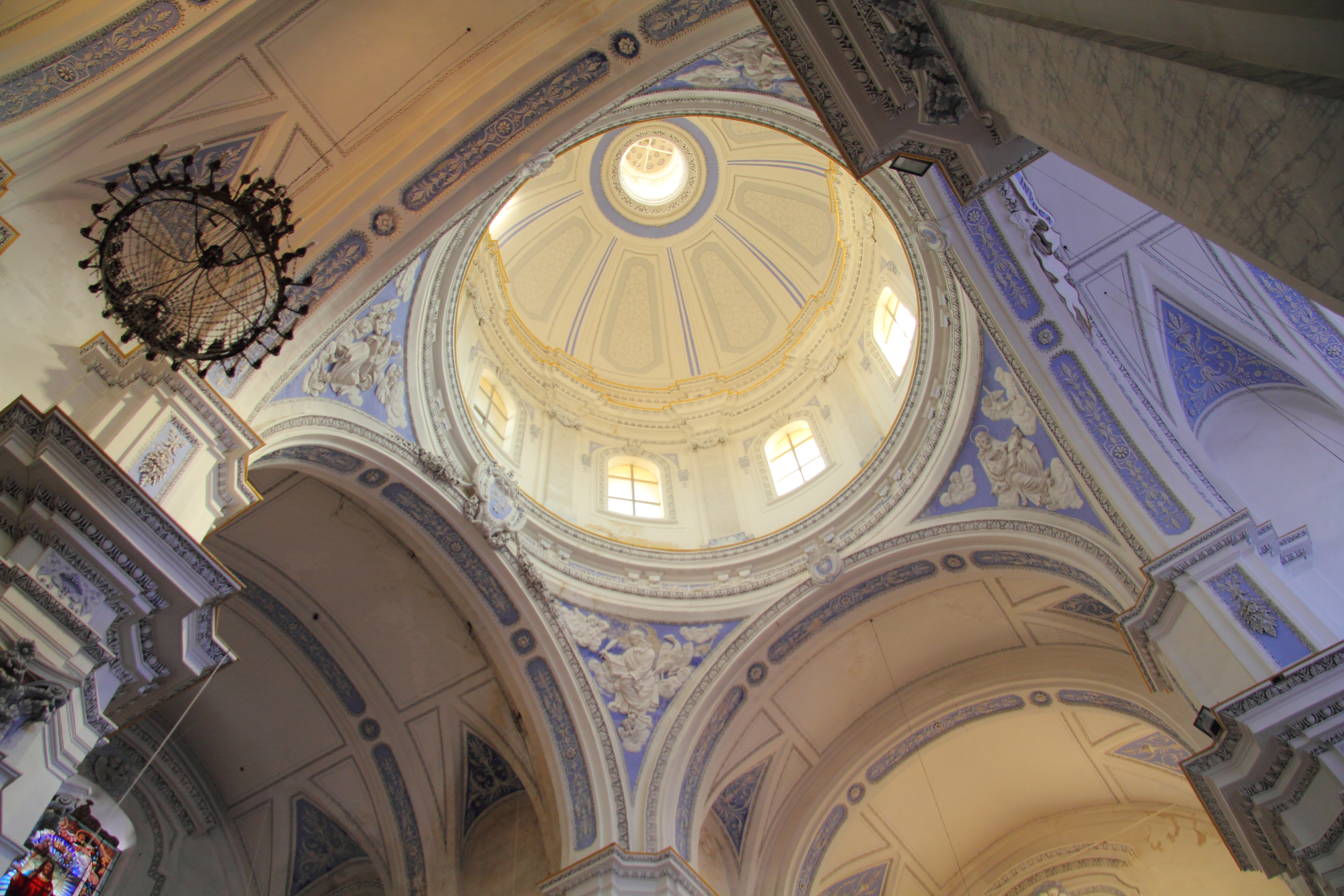
Blick in die Kuppel
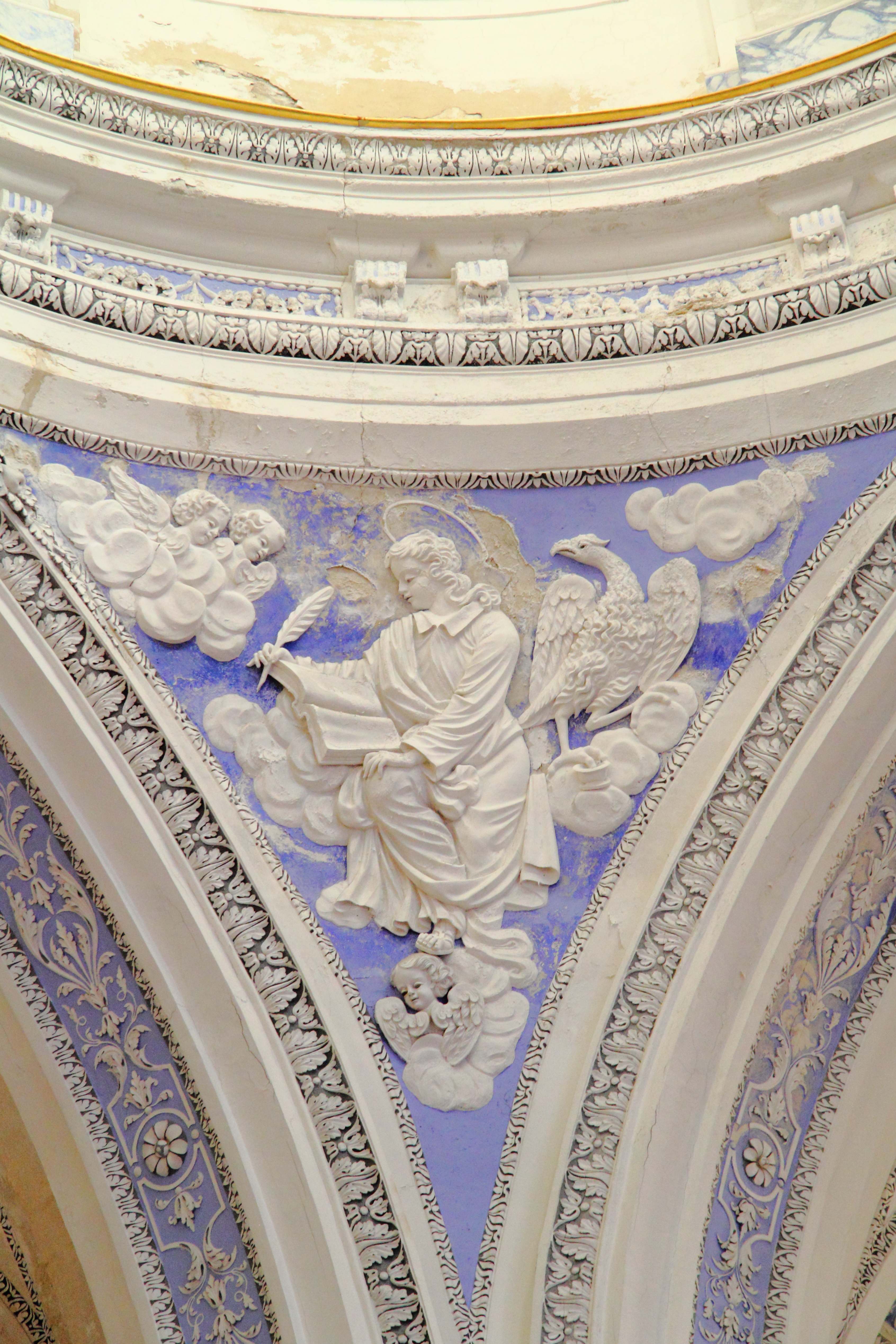
Stuckverzierung in einem Zwickel, Darstellung des Evangelisten Johannes